# Túnel Teodoro Sampaio
O Túnel Teodoro Sampaio é uma obra de engenharia e via pública localizada em Salvador, município capital do estado brasileiro da Bahia. O túnel permite em duas galerias a continuidade da Avenida Centenário sob a Avenida Leovigildo Filgueiras, no bairro do Garcia. Construído pela Superintendência de Urbanismo da Cidade (SURCAP), as duas galerias são paralelas, destinadas aos dois sentidos da avenida e possuem 105 metros de extensão, sendo duas faixas de tráfego desenhadas em 8,6 metros de largura em cada galeria. Em suas imediações estão a Rótula dos Barris (Praça João Mangabeira), a Avenida Vale do Canela (Avenida Reitor Miguel Calmon), Praça e Viaduto dos Reis Católicos.
O Escritório do Plano Urbanístico da Cidade do Salvador (EPUCS), criado em 1943 e tornado entidade pública pelo Decreto-Lei 701 de 1948 como Comissão do Planejamento Urbanístico da Cidade do Salvador, propôs o primeiro plano de urbanismo para Salvador, sob coordenação de Mário Leal Ferreira e a partir da criação das avenidas de vale e uma "americanização" pela influência do rodoviarismo e da teoria da cidade-jardim. O Plano Mário Leal Ferreira, como ficou conhecido, continha um plano viário que previu a construção da Avenida Centenário com túnel sob o Garcia, o Túnel Teodoro Sampaio.
Em 2011, deslizamento de terra posteriores à chuva levaram à interdição parcial do túnel em seu sentido para a Estação da Lapa. Em 2015, havia problemas de iluminação pública, embora a maioria das lâmpadas estivessem acesas, não eram do tipo LED que mitiga a diferença de luminosidade ao adentrar o túnel.